# Calle del General Álvarez de Castro
La calle del General Álvarez de Castro es una vía pública de la ciudad española de Madrid, situada en el barrio de Trafalgar, distrito de Chamberí.

## Descripción
La vía discurre desde la calle de Eloy Gonzalo, donde conecta con la de Trafalgar, hasta la de José Abascal. Con el título recuerda al militar granadino Mariano Álvarez de Castro (1749-1810), muerto en prisión tras haber dirigido la defensa de Gerona en la guerra de la Independencia Española. Aparece descrita en Las calles de Madrid (1889) de Hilario Peñasco de la Puente y Carlos Cambronero con las siguientes palabras:

General Álvarez de Castro. Entre el Paseo de la Habana y la calle de Buenos Aires. Es de apertura moderna. D. Mariano Álvarez de Castro nació en Osuna en 1749. Fué el General encargado de la defensa de Gerona durante la guerra de la Independencia: los franceses, no habiendo conseguido hacerle rendir la plaza ni con promesas ni con amenazas, le encerraron en una prisión y le envenenaron en 1810.
(Peñasco de la Puente y Cambronero, 1889, p. 241)